# Виконт Гоф

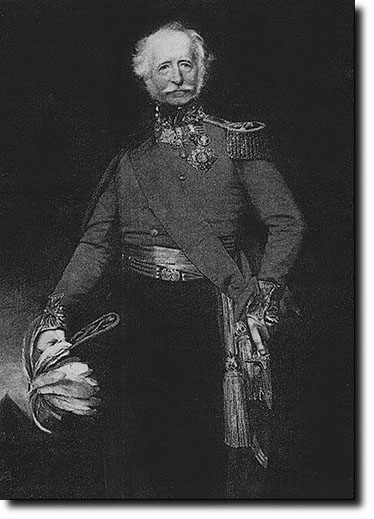
Фельдмаршал Хью Гоф 1-й виконт Гоф (1779—1869)

Виконт Гоф (англ. Viscount Gough) из Гуджрата в Пенджабе и Лимерика — угасший наследственный титул в системе Пэрства Соединённого королевства. Он был создан 15 июня 1849 года для британского военачальника и фельдмаршала Хью Гофа, 1-го барона Гофа (1779—1869). Он уже получил титулы баронета из Сайнона и Драгана в системе Баронетство Соединённого королевства (23 декабря 1842 года) и барона Гофа из Чин-Канг-Фу в Китае и Махараджпура и Сутледжа в Индии в системе Пэрства Соединённого королевства (25 апреля 1846).
Последним носителем титула, до своей кончины, являлся его праправнук, Шейн Хью Мерион Гоф, 5-й виконт Гоф (1941—2023), который сменил своего отца в 1951 году. Он не был женат и не имел детей.
Родовая резиденция — Кеппох-хаус в окрестностях Дингуолла в графстве Россшир.

## Виконты Гоф (1849)
- 1849—1869: Фельдмаршал Хью Гоф, 1-й виконт Гоф (3 ноября 1779 — 2 марта 1869), сын подполковника Джорджа Гофа (1750—1836)
- 1869—1895: Джордж Стивенс Гоф, 2-й виконт Гоф (18 января 1815 — 31 мая 1895), единственный сын предыдущего
- 1895—1919: Хью Гоф, 3-й виконт Гоф (27 марта 1849 — 14 октября 1919), старший сын предыдущего
- 1919—1951: Хью Гоф Уильям, 4-й виконт Гоф (22 декабря 1892 — 4 февраля 1951), единственный сын предыдущего
- 1951—2023: Шейн Хью Мерион Гоф, 5-й виконт Гоф (26 августа 1941 — 14 апреля 2023), единственный сын предыдущего

Титул угас.